# Голгофа (цвинтар, Лос-Анджелес)
Голгофа (англ. Calvary Cemetery) — римо-католицький цвинтар у Лос-Анджелесі, Каліфорнія, розташоване на бульварі Віті, 4201 (район Квінс). Також іноді називається «Нова Голгофа», оскільки цвинтар «Стара Голгофа», що разташовувалось до 1896 року на північному Бродвеї, було знесено для того, щоб звільнити місця для будівництва церковної школи.
Цвинтар є одним з найбільших та найстаріших у США.
Тут проходили зйомки епізоду фільму Хрещений батько (похорон дона Корлеоне).
Перше поховання 31 липня 1848 року. До 1852 року проводилося до 50 поховань в день. До січня 1898 року налічувалося вже 644 761 поховань. З січня 1898, в 1907 році було зроблено ще близько 200 000 поховань, в результаті чого число похованих склало вже близько 850 000. Цвинтар, відомий як Перша Голгофа або Стара Голгофа, було заповнене до 1867 року. Архієпископ Нью-Йорка розширив площу, додавши кілька секцій, і до 1990 року число поховань досягло 3 мільйонів.

## Відомі особистості, які поховані на цвинтарі
- Кетрін Адамс (1893—1959) — акторка.
- Стелла Адамс (1883—1961) — акторка.
- Етель Беррімор (1879—1959) — акторка.
- Лайонел Беррімор (1878—1954) — актор.
- Седрік Гіббонс (1893—1960) — артдиректор, художник-постановник і архітектор, дизайнер статуетки «Оскар».
- Джон Годяк (1914—1955) — американський актор українського походження.